# Klezmer

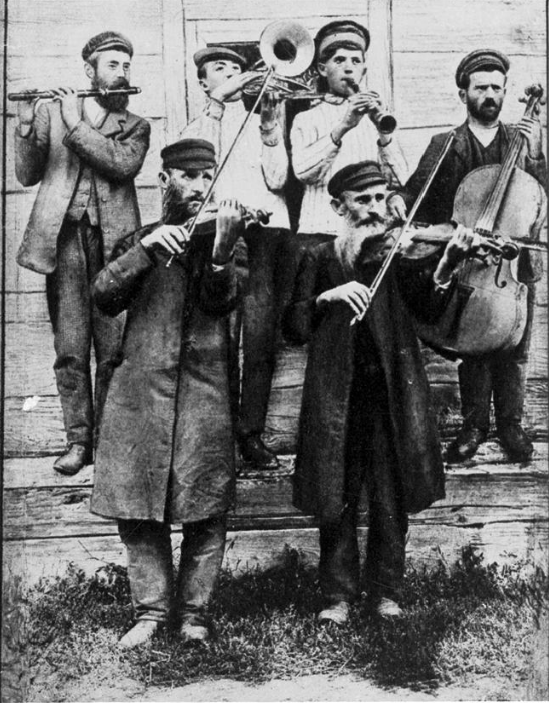
Klezmorim in der Ukraine 1925

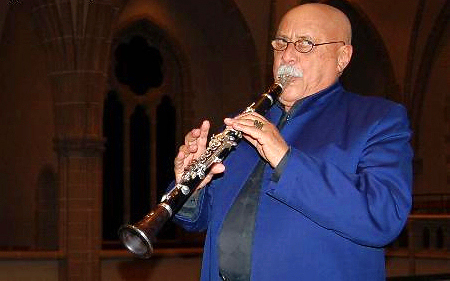
Giora Feidman vor einem Konzert in Bad Nauheim im Januar 2007

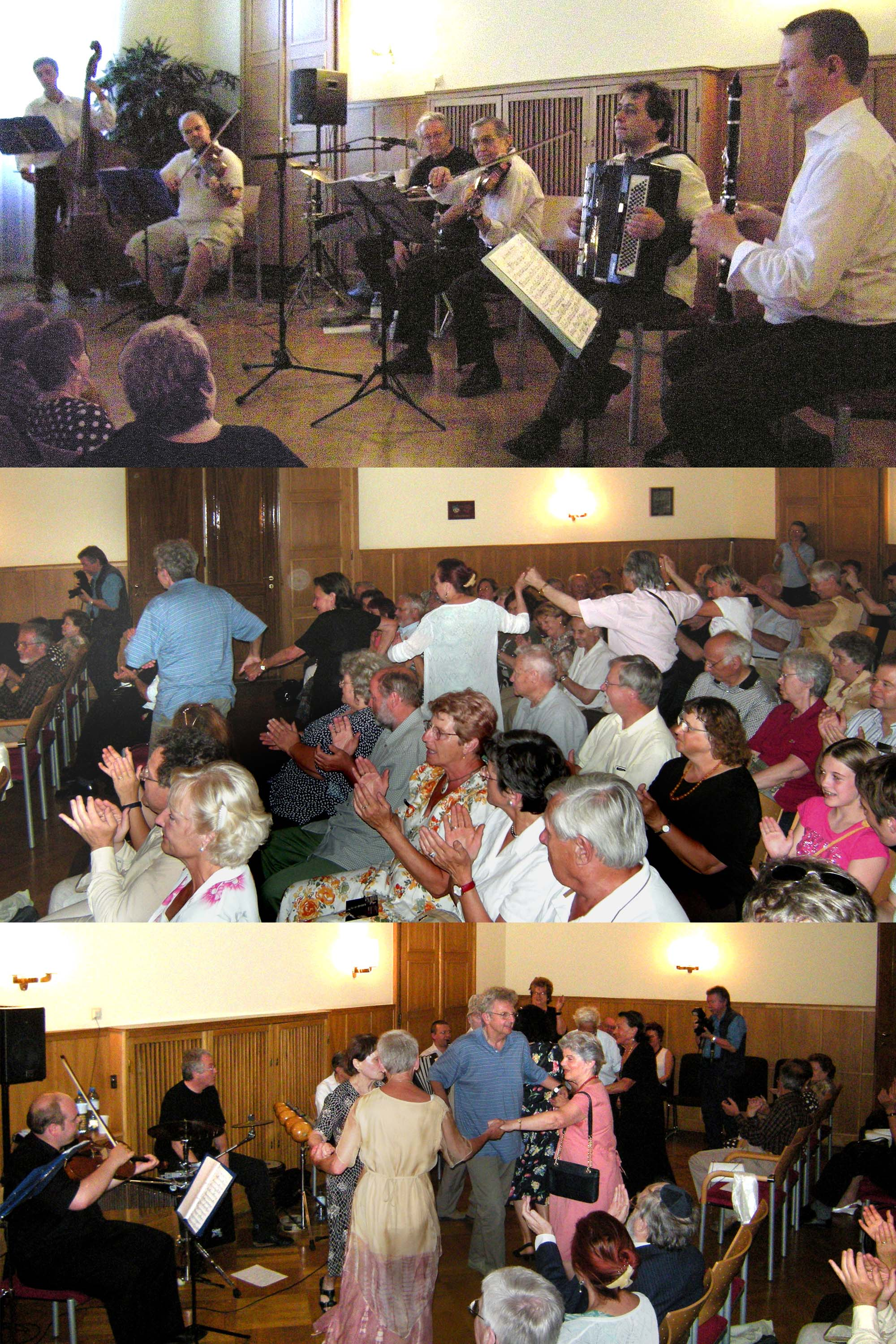
Klezmerkonzert und -fest, Wien 2009

Klezmer [ˈklɛzmɐ] (YIVO-Transkription von jiddisch כליזמר oder קלעזמער, von hebräisch כלי kli („Werkzeug, Gerät, Gefäß“) und זמר zemer („Lied, Melodie“), wörtlich „Gefäß des Liedes“, im modernen Hebräisch „Musikinstrumente, Musikanten“; seltener Klesmer) ist eine aus dem aschkenasischen Judentum stammende Volksmusiktradition. Etwa um das 15. Jahrhundert entwickelten klezmorim genannte Volksmusikanten eine Tradition weltlicher, nichtliturgischer jüdischer Musik. Sie orientierten sich an religiösen Traditionen, die bis in biblische Zeiten zurückreichen; ihre musikalische Ausdrucksweise entwickelte sich indessen weiter bis in die Gegenwart. Das Repertoire besteht vor allem aus Musik zur Begleitung von Hochzeiten und anderen Festen.
Ursprünglich bezog sich der Begriff klezmer (Plural klezmorim) auf die Musiker. Erst seit der Wiederbelebung dieser Musik in den USA in den 1970er Jahren wird der Begriff zur Bezeichnung der musikalischen Stilrichtung verwandt. Bis dahin wurde diese Musik zumeist „jiddische“ Musik genannt. Unter Klezmer versteht man vorwiegend instrumentale Musik.
Die Schreibweise „Klezmer“ stammt aus dem Englischen, wo das z für ein stimmhaftes s steht.

## Stil
Die Klezmermusik ist durch ihre charakteristischen, an die menschliche Stimme erinnernden Melodielinien leicht erkennbar. Dies geschieht nicht als stilistische Entsprechung, sondern in bewusster Nachahmung des Chasan und paraliturgischen Gesangs. Es gibt krekhts, „Schluchzen“, und dreydlekh, eine Art Triller.

## Geschichte

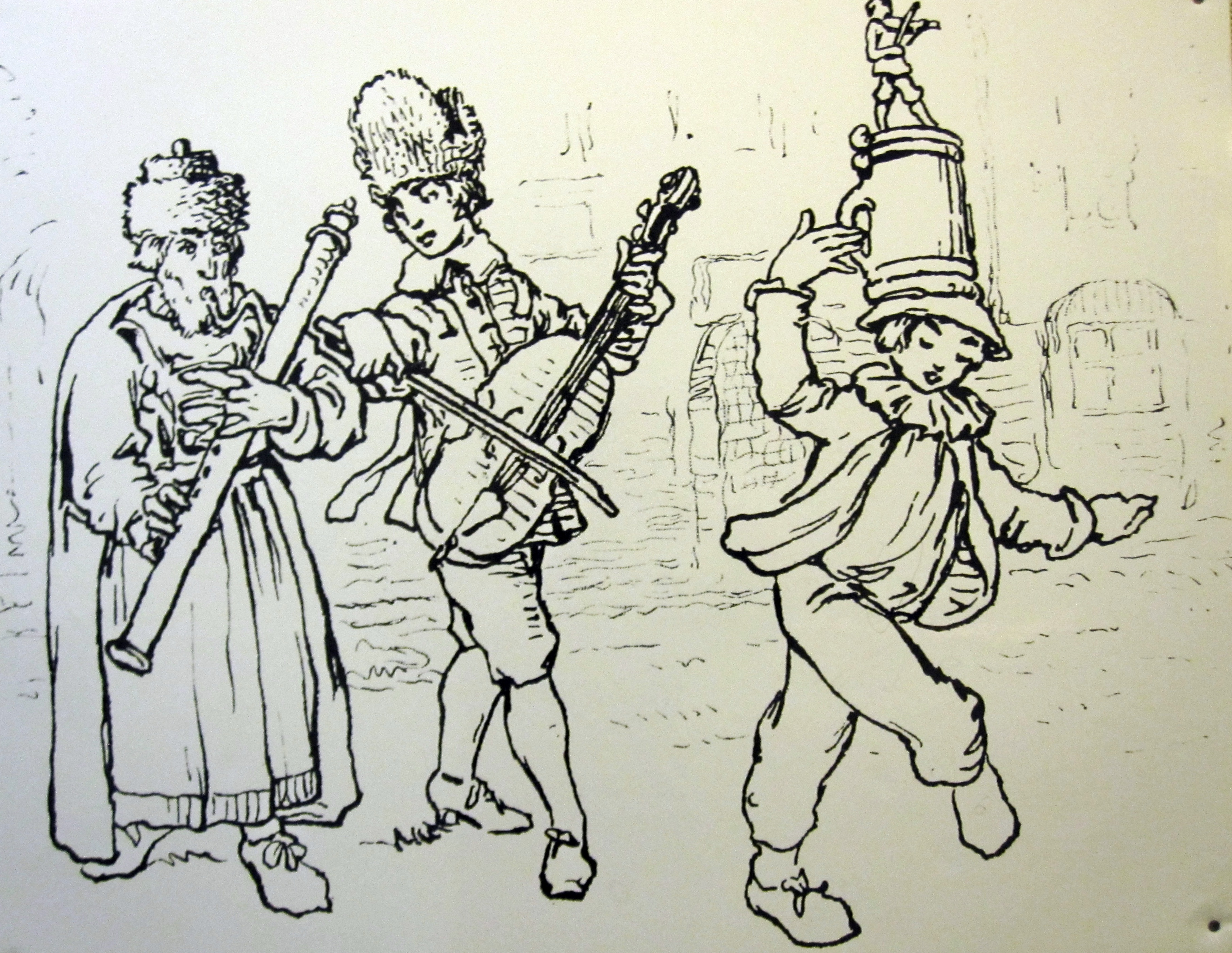
Jüdische Musikanten, Prag 1741

Die Bibel beschreibt verschiedentlich die Klangkörper und das musikalische Schaffen der Leviten. Wenn auch mit der Zerstörung des 2. Tempels im Jahre 70 viele Rabbiner ihre Musik aufgaben, blieb der Bedarf bestehen, an Feierlichkeiten wie Hochzeiten musikalisch Freude zu verbreiten. Die Klezmorim besetzten diese Nische. Der erste namentlich bekannte Klezmer war Yakobius ben Yakobius (um 150), ein Aulosspieler in Samaria. Die erste schriftliche Aufzeichnung über Klezmorim stammt aus dem 15. Jahrhundert. Es ist wohlgemerkt unwahrscheinlich, dass diese Musik in der heutigen Klezmermusik wieder erkennbar wäre, da die Art und Struktur dieser Musik aller Wahrscheinlichkeit nach im 19. Jahrhundert aus Bessarabien stammt, wo der Hauptteil des heutigen traditionellen Repertoires geschrieben wurde.
Die Klezmorim gründeten ihre weltliche Instrumentalmusik auf die liturgische Vokalmusik der Synagoge, insbesondere den Kantorengesang. Allerdings wurden die Klezmorim – mit anderen Spielleuten – von den Rabbinern wegen ihres fahrenden Lebensstils eher verachtet. Die Klezmorim reisten und musizierten häufig zusammen mit Romamusikern, da diese einen ähnlichen gesellschaftlichen Rang einnahmen. So übten sie einen großen gegenseitigen musikalischen und sprachlichen Einfluss aufeinander aus (der umfangreiche jiddische Klezmer-Argot weist Roma-Entlehnungen auf).
Die Klezmorim wurden wegen ihrer musikalischen Fähigkeiten und ihres vielseitigen Repertoires geschätzt und blieben keineswegs auf das Spielen reiner Klezmermusik beschränkt. Kirchgemeinden nahmen sie zuweilen in Dienst, und einige klassische italienische Violinvirtuosen holten sich bei ihnen Anregungen. Der örtliche Adel schätzte die besten Klezmorim sehr hoch und engagierte sie häufig zu seinen Festlichkeiten.
Wie andere fahrende Musiker wurden die Klezmorim häufig durch Behörden schikaniert. Die bis ins 19. Jahrhundert andauernden Beschränkungen im Ansiedlungsrayon im Westen Russlands verboten ihnen das Spielen laut tönender Instrumente. Folglich griffen die Musiker zu Violine, tsimbl (eine Art Hackbrett) und anderen Saiteninstrumenten. Michael Joseph Gusikow, der erste vor europäischem Konzertpublikum auftretende Klezmer, spielte ein von ihm selbst erfundenes Xylophon, das er „Holz- und Strohinstrument“ nannte. Es ähnelte klanglich einem Hackbrett und löste enthusiastische Kommentare bei Felix Mendelssohn aus, während es beispielsweise Liszt missbilligte. Mit den Reformen unter Alexander II. von Russland um 1855 wurde den Juden in Russland auch das Spielen laut klingender Instrumente erlaubt. Die Klarinette ersetzte bald die Violine als bevorzugtes Instrument. Auch eine Entwicklung Richtung Blas- und Perkussionsmusik erfolgte, als die Klezmorim in Militärkapellen eingezogen wurden.

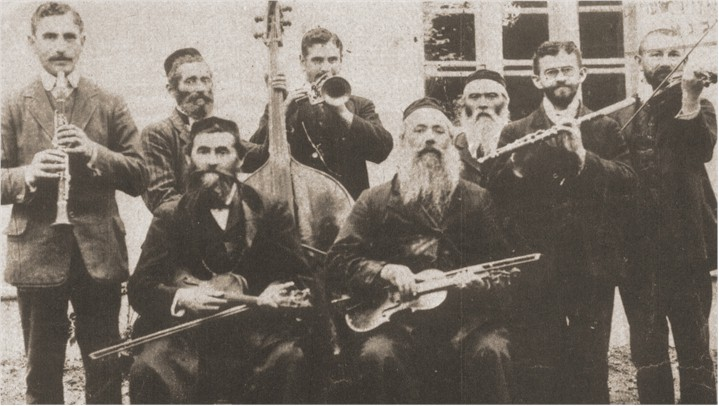
Klezmorim aus der heutigen Westukraine, 1912

Als die Juden in Osteuropa das Schtetl verließen und zu Hunderttausenden in die USA auswanderten, verbreitete sich die Klezmerkultur weltweit. Zunächst hielten die amerikanischen Juden wenig von der Klezmertradition, dort lebten lediglich einige jiddische Volksliedsänger. In den 1920ern bewirkten die Klarinettisten Dave Tarras und Naftule Brandwein ein kurzes aber einflussreiches Aufleben. Jedoch in dem Maß, wie die Juden die leitende Kultur der USA übernahmen, sank die Popularität der Klezmer, und jüdische Festlichkeiten wurden zunehmend von nichtjüdischer Musik begleitet.
Wenn auch die traditionellen Aufführungen ihre Popularität verloren, erfuhren viele berühmte jüdische Komponisten der Kunstmusik, wie Leonard Bernstein, Aaron Copland oder George Gershwin während ihrer Jugend nachhaltige Klezmer-Einflüsse. Als bekanntestes Beispiel solcher Inspiration gilt das Klarinetten-Glissando am Anfang von Gershwins  Rhapsody in Blue  (1924). Gleichzeitig entdeckten auch nichtjüdische Komponisten in der Klezmermusik eine reiche Quelle faszinierender musikalischer Themen. Besonders Dmitri Schostakowitsch bewunderte die Klezmermusik für ihre Vereinigung von Ekstase und menschlicher Verzweiflung und zitierte einige Melodien in seinen kammermusikalischen Werken wie dem Klavierquintett G-Moll, Op. 57 (1940), dem 2. Klaviertrio E Moll, Op. 67 (1944) und dem 8. Streichquartett (1960).
In den 1970ern kam es mit Giora Feidman, Zev Feldman, Andy Statman, The Klezmorim und der Klezmer Conservatory-Band an der Spitze zu einem Klezmer-Aufleben in den USA und Europa. Sie orientierten ihr Repertoire an alten Schallplattenaufnahmen und noch lebenden Klezmer-Musikern der USA. Zev Feldman und Andy Statman konnten noch von Dave Tarras persönlich lernen und ihn dazu bewegen, im Jahre 1979 noch ein Konzert zu geben sowie eine Schallplatte einzuspielen. 1985 gründete Henry Sapoznik das KlezKamp zur Ausbildung in Klezmer und anderer jiddischer Musik.
Als Vorreiter der Klezmer-Bewegung in Deutschland, Österreich und der Schweiz gilt das nichtjüdische Stuttgarter Duo Zupfgeigenhansel, das von seinem 1979 erschienenen Album „Jiddische Lieder – ’ch hob gehert sogn“ fast 300 000 Alben verkauft hat und daraufhin vom Internationalen Auschwitz Komitee, gegründet von Überlebenden des Konzentrationslagers, zu einem Live-Konzert in die Niederlande geladen wurden. Das Album und deren Versionen von Liedern wie  Arbejtlose oder Griene Kusine werden auf Plattformen wie Youtube und Spotify millionenfach abgerufen.
In den 1990er Jahren gründeten sich immer mehr Ensembles und die Popularität und Verbreitung von Klezmer stieg zusehends. In den USA wurde und wird Klezmer zu einem überwiegenden Teil von jüdischen Musikern für ein jüdisches Publikum gespielt, in Europa und vor allem in Deutschland ist dies nicht so. Hier sind die Musiker und ihr Publikum mehrheitlich nicht jüdisch, Klezmer wird vorwiegend als eine Sparte des Genres Weltmusik verstanden.
Das Interesse am Klezmer hat sich fortentwickelt im Avantgarde-Jazz; Musiker wie John Zorn und Don Byron vereinten gelegentlich Klezmer- mit Jazzmusik.
Die Bandbreite an Stilrichtungen innerhalb der Klezmer-Musik ist heute sehr groß. Einerseits gibt es Ensembles, die sich der Aufführungspraxis des 19. Jahrhunderts verschrieben haben wie z. B. Khevrisa und Budowitz. Andererseits gibt es Ensembles, die Klezmer-Musik mit anderer Musik wie z. B. Jazz, Pop, Rock und Ska kombinieren, wie z. B. The Klezmatics.

## Repertoire
Ursprünglich lernten die jungen Klezmorim die Lieder von ihrer Familie und in den Musikkapellen ihrer Eltern. Diese Traditionen wurden jedoch dramatisch unterbrochen, vor allem durch die Shoah. Zweifellos ging dadurch eine Menge Material verloren, besonders das Hochzeitsrepertoire hätte einen Zeitraum mehrerer Tage gefüllt, die damalige Technologie jedoch vermochte nur einige Minuten aufzuzeichnen. Allerdings vermochten sich einige ältere Klezmorim teilweise an dieses Repertoire zu erinnern. Auch blieben einige Transkriptionen aus dem 19. Jahrhundert erhalten.
Durch das Folk-Revival ab Ende der 1960er-Jahre wurde Klezmer in Europa wieder populär und Ende des 20. Jahrhunderts wird Klezmer gewöhnlich erlernt nach Fake-Books (Akkordtabellen) und Transkriptionen alter Aufnahmen, bei den Gesangssolisten durch Liedkompilationen meist amerikanischer Musikwissenschaftler (z. B. Eleanor Mlotek), Schallplattenaufnahmen und – zumindest in den letzten Jahrzehnten noch – durch noch lebende Muttersprachler.

## Liedarten
Die Klezmermusik umfasst Tanzmusikstücke von schnellem bis zum langsamen Tempo
- Der Freylekhs (verkürzt von a freylekhs shtikele „ein fröhliches Stückchen“) ist ein Tanz im 2/4-Takt
- Der Bulgar, ein Rundtanz in einem 8/8-Takt mit Betonung auf dem 1., 4. und 7. Schlag, vor allem in Amerika der populärste unter den Tänzen
- Der Sher, ein Set Dance im 2/4-Takt
- Der Khosidl im 2/4- oder 4/4-Takt, benannt nach den Chassidim, die ihn tanzten
- Die Hora oder Zhok ist ein Tanz im Moldauer Stil im 3/8-Takt mit Betonung auf 1. und 3. Schlag
- Die Kolomeike ist ein schneller und eingängiger Tanz im 2/4-Takt aus der Ukraine, benannt nach der Stadt Kolomea
- Der Terkish ist ein 4/4-Takt-Tanz wie die Habanera
- Der Skotshne („Hüpfen“)
- Der Patsh Tants („Klatschen-Tanz“) ist ein Paartanz, bei dem die Teilnehmer in gewissen Abständen dreimal klatschen, dreimal mit den Füßen stampfen und den Partner tauschen.

Neben diesen Tänzen spielten die Klezmorim auch andere Tänze, die aber nicht zur Klezmer-Musik gezählt werden können
- Der Nigun, Pl. Nigunim, ist eine Melodie, die im Chassidismus gesungen wird. Wenn Klezmorim für Chassidim spielen, werden diese Melodien von ihnen instrumental gespielt
- Walzer waren sehr populär, ob klassisch, russisch oder polnisch
- Die Mazurka und Polka, polnische beziehungsweise tschechische Tänze, wurden häufig für Juden und Nichtjuden gespielt
- Cakewalks waren afroamerikanische Volkstänze, die Anfang des 20. Jahrhunderts sogar unter osteuropäischen Juden verbreitet waren
- Der Csardas war ein ungarischer unter den ungarischen wie slowakischen Juden und auf den Karpaten verbreiteter Tanz. Er beginnt langsam und erhöht schrittweise das Tempo
- Die Sîrba, einen Moldauer Tanz im 2/4-Takt, kennzeichnen die Hüpfschritte begleitet von den Triolen in der Melodie
- Der in Argentinien entstandene Tango war in den 1930ern weltweit überaus populär. Zahlreiche osteuropäische Tangos entstammen der Feder jüdischer Komponisten

Zusätzlich gibt es die nicht für den Tanz bestimmten Arten
- Die Doina ist ein improvisiertes, normalerweise als Solo aufgeführtes Klagelied und gilt bei einer Hochzeit als unverzichtbarer Bestandteil. Sie ist von ausdrucksvoller gesanglicher Qualität wie der Gesang des Chazzan. Obgleich ohne Form im oben genannten Sinn, klingt die Musik nicht zufällig im jüdischen Stil – der Musiker arbeitet mit klaren Bezügen zum jüdischen Gebet und der osteuropäischen Totenklage. Normalerweise wird es mit Violine (Fidl) und Hackbrett (Tsimbl) oder Klarinette aufgeführt; ansonsten können aber auch variable Instrumente von Banjo bis Xylophon gewählt werden. Häufig handelt es sich bei der Doina um den ersten Satz eines dreisätzigen Stücks, gefolgt von einer Hora und anschließend entweder einem Freylekhs oder Khusidl. Die rumänische Doina besitzt eine entscheidende, rhythmisch freie Hauptstimme in Form von Gesang oder eines Melodieinstrumentes, ein meist kleines Ensemble begleitet nach einem vorgegebenen Harmonieschema, wobei die Harmonien nach den Vorgaben der Hauptstimme zu wechseln haben. Der klagende Charakter ist in beiden Fällen vergleichbar dem Blues oder dem portugiesischen Fado.
- Der Taksim – normalerweise ein Freylekh – ist ein freies Präludium (Vorspiel), das die Motive des nachfolgenden Stückes vorstellt; er wurde Anfang des 20. Jahrhunderts durch die Doina weitgehend verdrängt.
- Eine Fantazi resp. Phantasie ist ein freies traditionell während des jüdischen Hochzeitsmahls gespieltes Lied, welches den Fantasia der leichten klassischen Musik ähnelt.

## Struktur
Die meisten Klezmerlieder sind in Abschnitte untergliedert, jeder in einer unterschiedlichen Tonart; häufig wechselnd zwischen Dur und Moll. Die Instrumentalstücke folgen häufig der orientalischen Harmonik, wie der griechischen Musik, während jiddische Vokalwerke häufig schlichter strukturiert sind, und in Stil und Harmonik dem russischen Volkslied ähneln.
Der Liedschluss verläuft chromatisch oder als Glissando, gefolgt von einem langsamen Staccato 8-5-1.

## Orchestrierung
Die Orchestrierung in der Klezmer-Musik hat sich im Laufe der Zeit verändert. Ein typisches Ensemble im 18. und 19. Jahrhundert umfasste die erste Violine und zweite Violine (auch Sekund genannt), ein tsimbl (Hackbrett oder Dulcimer), einen Kontrabass oder Cello und zuweilen eine Flöte. Die Melodie wird allgemein der Violine zugewiesen, während die anderen Instrumente Harmonie und Rhythmus bereitstellen und andere (normalerweise die zweite Violine) kontrapunktieren.
Im 19. Jahrhundert wurde zudem als Perkussionsinstrument eine Rahmentrommel eingesetzt. Später wurde diese durch eine Basstrommel ersetzt, auf der ein Becken montiert ist, genannt Poyk, die aus der Militärmusik kam. Überhaupt hatte die Militärmusik der Armee des Zaren großen Einfluss auf die Instrumentierung der Klezmer-Musik. So wurde die Violine ersetzt durch die Klarinette als Soloinstrument. Außerdem kamen verschiedene Blechblasinstrumente zum Einsatz: Trompete, Horn, Tuba und Posaune. Große Orchester bestanden oft aus 12 bis 15 Spielern.
In den USA wurde seit Beginn des 20. Jahrhunderts auch das Klavier eingesetzt, bald auch das Akkordeon, welches das Zymbal (tsimbl) verdrängte. Als Percussioninstrument etablierte sich die Snaredrum. In den 1950er und 1960er Jahren spielte das Saxophon eine Rolle als Begleitinstrument, das die 2. Stimme spielte. Im Laufe des Revivals wurde schließlich die Mandoline zu einem typischen Klezmer-Instrument.

## Tempo
Klezmer war ursprünglich eine zum Tanz bestimmte Musik; demgemäß wurde das Tempo den Tänzern angepasst, je nachdem ob ermüdete oder frischere Tänzer hinzu kamen. Wie andere Musiker (beispielsweise auch Jazzmusiker) folgten die frühen Klezmorim nicht exakt einem strengen Grundschlag. Man „verschleppte“ oder beschleunigte die Melodie nach Gefühl.

## Modi
Bestimmend in der Klezmer-Musik sind gewisse Modi.

### Ahavo Rabo
Ahavo Rabo oder Ahava Raba (hebräisch „Große Liebe“) bezieht sich auf das Morgengebet (Schacharit). Der Modus wird jiddisch auch „Freygish“ genannt, wobei „freygish“ nicht einfach das jiddische Wort für phrygisch ist und denselben Modus bezeichnet, sondern sich auf die phrygisch-dominante Tonleiter bezieht. Charakteristisch ist die übermäßige Sekunde zwischen zweiter und dritter Stufe.

### Misheberakh
Misheberakh (hebr. „Er, der segnet“), nach dem Anfang des nach der Toralesung rezitierten Gebets, wird auch Ukrainisch-Dorisch, alteriertes Ukrainisch, Doina oder alteriertes Dorisch genannt. Die Tonart ähnelt dem westlichen dorischen Modus, hat aber im Gegensatz zu diesem eine erhöhte 4. Stufe.

### Adonoi Moloch
Adonoi Moloch (hebr. „der Herr regiert“) oft im traditionellen Synagogalgottesdienst gesungen eröffnet viele Psalmen. Es ähnelt dem westlichen mixolydischen Modus und dem arabischen Siga-Maqam.

### Mogen Ovos
Mogen Ovos (hebr. „Schild unserer Ahnen“) ist eine ältere Synagogaltonart, aus dem Freitagabendgebet kommend. Er ähnelt der westlichen Molltonleiter sowie den arabischen Bayat Maqamat, und Bayat-Nava.

### Yishtabach
Im Yishtabach (hebr. „er sei gelobt“, Anfang eines im täglichen Morgengebet rezitierten Gebets) ist die zweite und fünfte Stufe oft erniedrigt. Siehe oben Mogen Ovos.

## Musikalische Formen

### Tanzformen
- Bulgar
- Freylekh
- Honga
- Hora
- Khosidl
- Kolomeike
- Sher
- Sîrba
- Tango
- Terkish
- Walzer

## Bedeutende Musiker und Gruppen

### Akkordeon
- Alan Bern
- Franka Lampe (Akkordeon und Gesang), Ensemblemitglied diverser Bands

### Geige
- Volker Biesenbender
- Arn-Mojsche Cholodenko
- Roswitha Dasch
- Abe Schwartz
- Alicia Svigals
- Daniel Weltlinger

### Gitarre
- Chava Alberstein (Gesang und Gitarre)
- Siegfried Behrend, Begleiter von Belina
- Dany Bober (Gesang und Gitarre)
- Daniel Kempin (Gesang und Gitarre), begleitet von Dimitry Reznik (Geige)
- Anton Stingl, Begleiter von Oksana Sowiak

### Klarinette
- Naftule Brandwein
- Helmut Eisel
- Giora Feidman
- Irith Gabriely
- Jan Hermerschmidt
- David Krakauer
- David Orlowsky
- Joel Rubin

### Sonstige
- Julia Rebekka Adler (Viola)
- Daniel Blacksberg (Posaune)
- Roman Grinberg (Piano, Gesang)
- Alex Jacobowitz (Xylophon, Marimba, Vibraphon)
- Howard Levy (Mundharmonika)
- Frank London (Trompete)

### Gesangssolisten
- Mark Aizikovitch
- Chava Alberstein
- Michael Alpert
- Belina
- Theodore Bikel
- Dany Bober
- Thomas Friz (bekannt zudem aus der Gruppe Zupfgeigenhansel)
- Hai & Topsy (Frankl)
- Hana Hegerová
- Lin Jaldati
- Elsbeth Janda
- Bente Kahan
- Daniel Kempin
- LiLaLo (Jacques & Jossy Halland)
- Jalda Rebling (Tochter von Lin Jaldati und Eberhard Rebling)
- Peter Rohland
- Golda Tencer
- Nizza Thobi
- Karsten Troyke

### Gruppen und Ensembles
- Amsterdam Klezmer Band
- Aufwind
- Balkan Beat Box
- Bester Quartet, vor dem 1. Januar 2007 The Cracow Klezmer Band
- Budapest Klezmer Band
- chelesta
- Colalaila
- Ensemble DRAj
- Ensemble Noisten
- The Epstein Brothers Orchestra
- Espe
- Geduldig un Thimann
- Gitanes Blondes
- Jontef
- Klezmer Juice
- Klezmers Techter
- Kolsimcha – The World Quintet
- Kroke
- Naftule’s Dream
- Oi Va Voi
- The Klezmatics
- Kleztory
- The Klezmorim
- Schnaftl Ufftschik
- Zupfgeigenhansel

## Diskographie
- Yiddish Songs: Traditionals (1911–1950). 4 CD-Set, Membran Music, Hamburg 2004, Grosser und Stein (Vertrieb), ISBN 978-3-937730-94-3.